# Claver, Surigao del Norte
Claver là một đô thị hạng 4 ở tỉnh Surigao del Norte, Philippines. Theo điều tra dân số năm 2000, đô thị này có dân số 16.403 người trong 3.248 hộ.

## Các đơn vị hành chính
Claver được chia thành 14 barangays namely:
- Bagakay (Pob. West)
- Cabugo
- Cagdianao sansoa
- Daywan
- Hayanggabon
- Ladgaron (Pob.)
- Lapinigan
- Magallanes
- panatao
- Sapa
- Taganito
- Tayaga (Pob. East)
- Urbiztondo
- Wangke